# Bistricë
Bistricë är ett vattendrag i Albanien.   Det ligger i prefekturen Qarku i Vlorës, i den södra delen av landet, 170 kilometer söder om huvudstaden Tirana.
Runt Bistricë är det ganska glesbefolkat, med 27 invånare per kvadratkilometer.